# Stazione di Namamugi
La stazione di Namamugi (生麦駅?, Namamugi-eki) è una stazione ferroviaria di Yokohama, città della prefettura di Kanagawa. Si trova nel quartiere di Tsurumi-ku ed è servita dalla linea principale delle Ferrovie Keikyū.

## Linee
Ferrovie Keikyū
● Linea Keikyū principale

## Struttura
La stazione è costituita da un marciapiede laterale e uno a isola con tre binari passanti in superficie, collegati al mezzanino sovrastante da scale fisse e ascensori. L'uscita del fabbricato viaggiatori dà su un ponte pedonale.
| 1-2 | ● Linea Keikyū principale | per Yokohama, Kami-Ōoka, Uraga e Misaki-Sanguchi                                |
| 3   | ● Linea Keikyū principale | per Keikyū Kawasaki, Keikyū Kamata, Haneda Aeroporto, Shinagawa e linea Asakusa |

## Stazioni adiacenti
| «                       | Servizio                                      | »                       |
| Linea Keikyū principale | Linea Keikyū principale                       | Linea Keikyū principale |
| ----------------------- | --------------------------------------------- | ----------------------- |
| Kagetsuen-mae           | Locale                                        | Keikyū Shin-Koyasu      |
| Transito                | Espresso Aeroporto                            | Transito                |
| Transito                | Espresso Limitato                             | Transito                |
| Transito                | Esp. Lim. Rapido verde Esp. Lim. Rapido viola | Transito                |
| Transito                | Keikyū Wing                                   | Transito                |